# Contatore (elettronica)
Il contatore è un componente elettronico costituito da un circuito integrato in cui sono implementate le funzioni di contatore digitale. È possibile realizzare questa funzione anche impiegando semplici dispositivi di "registro" come i flip-flop. Sono disponibili già riuniti in un unico chip contatori in codice binario, decimale, esadecimale a 4 oppure a 8 bit, le informazioni sulla tipologia del componente e la relativa sigla, si trovano nei data book dei vari produttori.
I contatori più versatili dispongono di alcuni pin di condizionamento, per mezzo dei quali il progettista può scegliere la tipologia di conteggio ottimale per il circuito in progetto:
- Up/Down, questo pin, a seconda se posto a 0 oppure a 1, il contatore incrementerà in avanti o indietro.
- Bin/Dec, altro pin che a seconda di come è posto, forza il dispositivo a contare in binario oppure in decimale.
- MR (Master Reset), serve ad azzerare il contatore, la transizione del livello logico su questo pin forza il contatore ad azzerarsi, indipendentemente dallo stato in cui si trova. Può essere sincrono o asincrono, nel primo caso l'azzeramento avviene in sincronia col primo fronte di clock dopo l'attivazione del MR, nel secondo caso l'azzeramento avviene in sincronia con l'attivazione di MR, indipendentemente dal segnale di clock.
- Enable (Abilitatore), serve per abilitare il contatore al conteggio o disabilitarlo. A seconda del valore numerico 0 o 1 (dipende dai vari tipi di integrato) al contatore viene permesso il conteggio oppure il conteggio viene fermato (il contatore è in memoria). L'utilizzo del pin di enable è utile per accoppiare più contatori.
- PL (Parallel Load), la transizione del livello logico su questo pin, permette di trasferire al contatore un valore numerico in formato binario, preventivamente già presente su appropriati pin, sostituendolo al valore presente in quel momento.
- TC (Terminal Count) o RC (Ripple Clock) o RCO (Ripple Carry Out), su questo pin viene generato un segnale sotto forma di impulso, ogniqualvolta il contatore arriva a fine conteggio; nel caso i contatori sono più di uno e collegati in cascata, può servire ad incrementare di un passo il chip successivo. Un chip tipico con queste funzioni, in tecnologia CMOS della serie 4000, in uso da molti anni, è il 4029.

Il segnale necessario ad incrementare il conteggio è costituito da un impulso (clock) applicato al pin appropriato, e a seconda del tipo di circuito, lo "scatto" può avvenire durante la transizione dell'impulso da zero a uno, o viceversa, alcuni contatori sono provvisti di due ingressi di clock, il primo viene utilizzato per contare in avanti, il secondo per contare all'indietro.
I contatori binari costituiti da flip-flop T sono utilizzati anche come divisori di frequenza, funzione largamente usata in molteplici applicazioni. Ad esempio, il 4020, chip della serie 4000, è costituito da 14 flip-flop T collegati in cascata, ovvero l'uscita di uno è collegata all'ingresso del successivo; la transizione di stato di ciascuna uscita avviene ogni due transizioni rispetto alla precedente, quindi con frequenza dimezzata.